# Wang Linlin
Wang Linlin (chinesisch 汪琳琳; * 4. August 2000 in Yancheng, Jiangsu) ist eine chinesische Fußballspielerin.

## Karriere

### Vereine
Auf Klubebene ist sie derzeit bei Shanghai Shengli aktiv.

### Nationalmannschaft
Mit der chinesischen U20 nahm sie an der Weltmeisterschaft 2018 sowie der Asienmeisterschaft 2019 teil.
Für die A-Nationalmannschaft kam sie am 17. Januar 2019 zu ihrem ersten bekannten Einsatz. Bei einem 3:0-Sieg über Nigeria beim Vier-Nationen-Turnier wurde sie zur 78. Minute für Lou Jiahui eingewechselt. Danach war sie auch beim Algarve-Cup 2019 dabei.
Nach einiger Zeit ohne weiteren bekannten Einsatz war sie erst wieder bei der Ostasienmeisterschaft 2022 dabei.
Am 5. Juli 2023 wurde sie für den finalen Kader bei der Weltmeisterschaft 2023 nominiert.